# Sassetot-le-Malgardé
Sassetot-le-Malgardé é uma comuna francesa na região administrativa da Normandia, no departamento de Sena Marítimo. Estende-se por uma área de 2,56 km². Em 2010 a comuna tinha 115 habitantes (densidade: 44,9 hab./km²).